# Northern Lights -輝く君に-
『Northern Lights -輝く君に-』（ノーザン・ライツ かがやくきみに）は、スターダストレビュー15枚目のシングル。1989年2月25日に発売された。

## 収録曲
全曲編曲：三谷泰弘
1. Northern Lights -輝く君に-
作詞：高橋研　作曲：根本要
2. 夏の女王（Dedicated to Esther Williams）
作詞・作曲・メインボーカル：三谷泰弘